# Вихрь Абрикосова

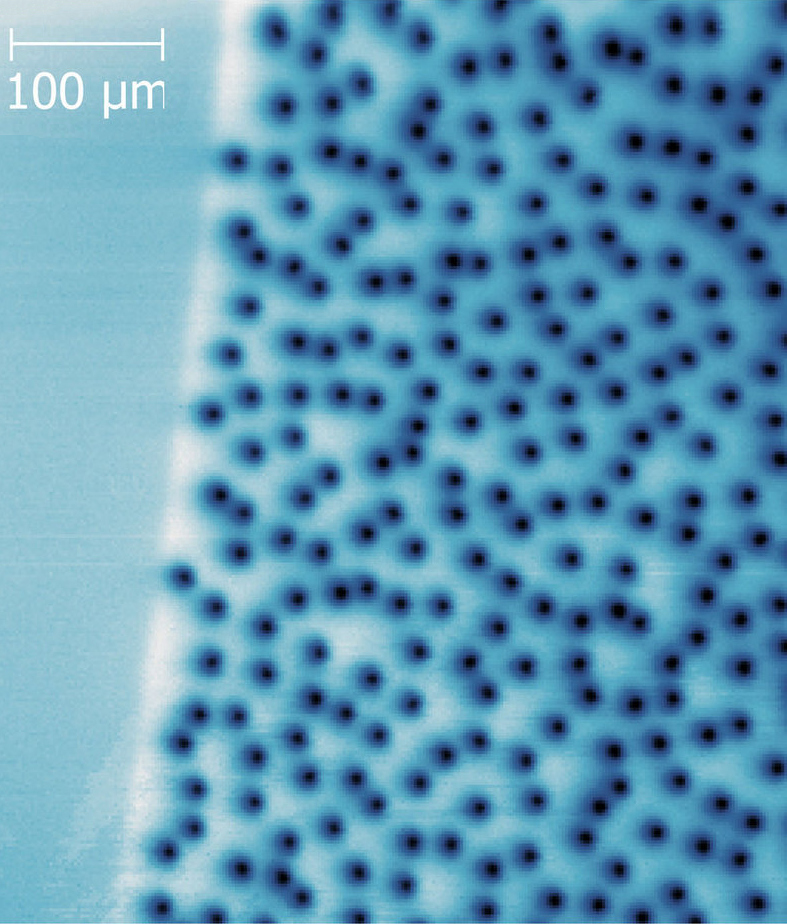
Изображение вихрей в пленке YBCO толщиной 200 нм, полученное с помощью сканирующей СКВИД-микроскопии

Вихрь Абрикосова, абрикосовский вихрь (англ. Abrikosov vortex) — вихрь сверхпроводящего тока (сверхтока), циркулирующий вокруг нормального (несверхпроводящего) ядра (нити вихря), индуцирующий магнитное поле с магнитным потоком, эквивалентным кванту магнитного потока.
Открыт физиком А. А. Абрикосовым в 1957 году. В его работе «О магнитных свойствах сверхпроводников второй группы» было теоретически показано, что проникновение магнитного поля в сверхпроводник 2 рода происходит в виде квантованных вихревых нитей (такая система энергетически «выгодна»). Каждая такая нить (вихрь) имеет нормальную (несверхпроводящую) сердцевину с радиусом порядка длины когерентности сверхпроводника {\displaystyle \xi }. Вокруг этого нормального цилиндра в области с радиусом порядка глубины проникновения магнитного поля {\displaystyle \lambda } течёт вихревой незатухающий ток куперовских пар (сверхток), ориентированный так, что создаваемое им магнитное поле направлено вдоль нормальной сердцевины, то есть совпадает с направлением внешнего магнитного поля. При этом каждый вихрь несёт один квант магнитного потока {\displaystyle {\Phi _{0}}=h/(2e)}.

## Описание
В теории сверхпроводимости вихрями Абрикосова называют вихри сверхтока в сверхпроводниках второго рода. Сверхток циркулирует вокруг нормального (несверхпроводящего) домена, представляющего собой цилиндр, вытянутый вдоль направления внешнего магнитного поля, образуя вихрь. Радиус основания этого цилиндра определяется длиной когерентности {\displaystyle \sim \xi } (один из основных параметров теории Гинзбурга — Ландау). Сверхток исчезает в домене на расстоянии порядка {\displaystyle \lambda } (Лондоновской глубины проникновения от края — характерный параметр для каждого конкретного сверхпроводящего материала). Циркулирующий сверхток порождает магнитное поле, величина которого определяется квантом магнитного потока {\displaystyle \Phi _{0}}. Поэтому вихри Абрикосова называют иногда флюксонами.
Распределение магнитного поля в одиночном вихре на расстоянии, большем характерного размера ядра, определяется соотношением:
{\displaystyle B(r)={\frac {\Phi _{0}}{2\pi \lambda ^{2}}}K_{0}\left({\frac {r}{\lambda }}\right)\approx {\sqrt {\frac {\lambda }{r}}}\exp \left(-{\frac {r}{\lambda }}\right),}
где {\displaystyle K_{0}(z)} — модифицированная функция Бесселя второго рода нулевого порядка. При {\displaystyle r\lesssim \xi } поле определяется следующим соотношением:
{\displaystyle B(0)\approx {\frac {\Phi _{0}}{2\pi \lambda ^{2}}}\ln \kappa ,}
где {\displaystyle \kappa =\lambda /\xi } — известный параметр теории Гинзбурга — Ландау, который должен удовлетворять соотношению {\displaystyle \kappa >1/{\sqrt {2}}} в сверхпроводниках второго рода.
Вихри, проникнув в сверхпроводник, располагаются друг от друга на расстоянии порядка {\displaystyle \lambda }, образуя в поперечном сечении правильную треугольную решётку, возникает так называемое смешанное состояние. При увеличении внешнего магнитного поля плотность вихрей становится настолько большой, что расстояние между ближайшими вихрями становится порядка {\displaystyle \xi }, вихри соприкасаются своими нормальными областями и происходит фазовый переход второго рода сверхпроводника в нормальное состояние.

### Пиннинг
Вообще говоря, вихри движутся в сверхпроводящем материале, когда через него течёт ток. Однако вихри могут самопроизвольно закрепляться на наноразмерных неоднородностях в материале. Этот процесс называется пиннингом (англ. pinning — закрепление, зацепление, пришпиливание), а эти неоднородности — центрами пиннинга. Пиннинг вихрей нарушает порядок в решётке вихрей и способствует сохранению сверхпроводящей фазы даже при протекании очень больших токов.